# Немецкий музей игрушки
Неме́цкий музе́й игру́шки (нем. Deutsches Spielzeugmuseum) — музей в городе Зоннеберг (федеральная земля Тюрингия, Германия), основанный в 1901 году по инициативе учителя Пауля Кунтце (нем. Paul Kuntze) и являющийся самым старым музеем игрушки в Германии.
На момент основания музея игрушки были только одним из множества экспонатов. Сегодня здесь представлены около 100 000 экспонатов, среди которых около 60 000 игрушек. К самым значительным экспонатам можно отнести тюрингские фарфоровые куклы XIX века, самые первые куклы известного мастера Кэт Крузе, деревянные игрушки из самых разных концов мира, игрушки из Древнего Египта, а также античные игрушки из Греции и Древнего Рима.
Особенный экспонат — «Тюрингская ярмарка» (нем. Thüringer Kirmes), состоящая из группы фигур почти в натуральную величину и изображающая действия на ярмарочной площади. Зоннебергские мастера, изготовившие эту сцену, получили за свою работу гран-при на Всемирной выставке в Брюсселе в 1910 году.

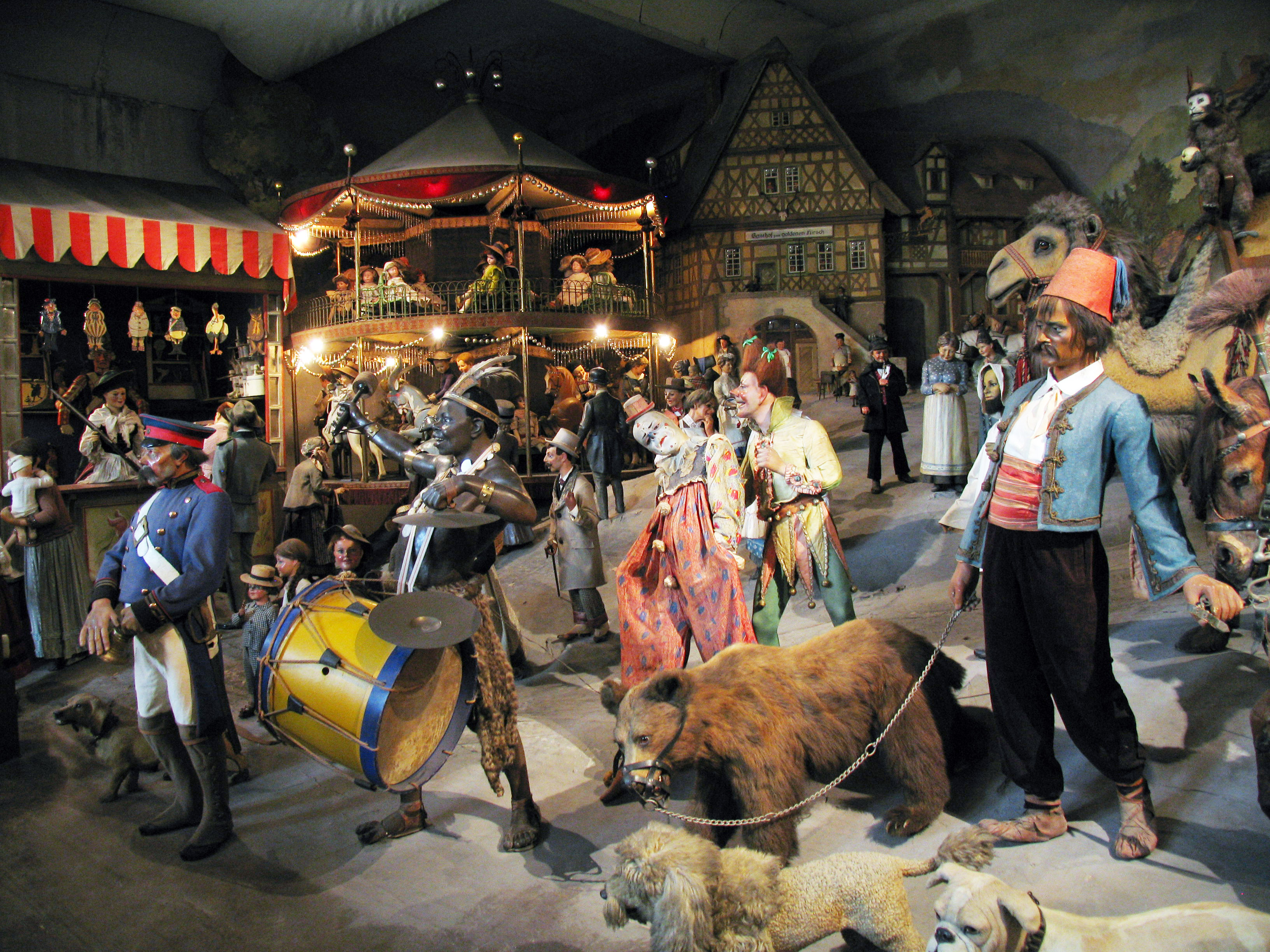
Фрагмент экспозиции «Тюрингская ярмарка»